# Roda (rivière)
La Roda est une rivière d'Allemagne coulant dans le land de la Thuringe, et un affluent de la Saale, donc un sous-affluent du fleuve l'Elbe.

## Géographie
Longue de 33,6 km.

### Bassin versant
Son bassin versant est de 262,3 km2.

## Hydrologie
Son module est de 1,18 m3/s.

## Source de la traduction
- (de) Cet article est partiellement ou en totalité issu de l’article de Wikipédia en allemand intitulé « Roda (Fluss) » (voir la liste des auteurs).